# NGC 3718
NGC 3718 is een balkspiraalstelsel in het sterrenbeeld Grote Beer. Het hemelobject werd op 12 april 1789 ontdekt door de Duits-Britse astronoom William Herschel.

## Synoniemen
- UGC 6524
- IRAS11298+5320
- MCG 9-19-114
- Arp 214
- ZWG 268.48
- PRC D-18
- KCPG 290A
- PGC 35616